# Източен фронт (Втора световна война)
Вижте пояснителната страница за други значения на Източен фронт.
Източният фронт през Втората световна война е събирателно понятие за бойните действия между Третия Райх и Съветския съюз в Източна и Централна Европа в периода от началото на операция „Барбароса“ на 22 юни 1941 до разгрома на последната германска съпротива в Чехословакия на 11 май 1945 г. Немското понятие за този конфликт е Russlandfeldzug 1941 – 1945 (Руска кампания) или по-общо Руски фронт. Нацистката пропаганда кръщава конфликта Походът срещу болшевизма. Във всички съветски и повечето руски източници се използва терминът Велика Отечествена война, докато Източен фронт може да се отнася и за операциите срещу Япония през 1945 г. Някои изследователи на конфликта използват термини като Руско-германска война, Съветско-германска война, Нацистко-съветска война и др.
Източният фронт е най-големият военен театър в историята. На него воюват и загиват повече хора, отколкото на всички други фронтове на Втората световна война, взети заедно. Краят на военните действия на Източния фронт води до унищожаването на Третия Райх, разделянето на Германия на две отделни държави и издигането на СССР като военна и индустриална суперсила, господстваща над Източна Европа.

## Противници
Военните действия се водят от Германия, нейните съюзници и много доброволци от окупираните страни, от една страна, и СССР, с материална подкрепа на нейните съюзници от Британската общност и САЩ, от друга.
Държавите, които взимат участие с войски и други ресурси на страната на германците, включват страните от Оста – Италия, Румъния, Унгария, и пронацистките Словакия и Хърватска. Антисъветски настроената Финландия, която воюва в два конфликта със СССР, също се присъединява към офанзивата. Силите на Вермахта са подпомагани от антикомунистическите партизански движения в места като Западна Украйна, балтийските държави, а по-късно и от кримските татари. Сред най-известните доброволчески формации е Синята дивизия, изпратена от испанския диктатор Франсиско Франко. 

От своя страна, Съветският съюз подкрепя партизаните в много източноевропейски страни, които са германски съюзници или са окупирани от Германия – най-вече в Словакия, Полша, България и Югославия.

## Предистория
Серия от други събития предхожда откриването на Източния фронт, включително нахлуването на нацистка Германия в Полша през септември 1939 г. и последвалото четвърто разделяне на страната – когато Съветския съюз използва немската инвазия като претекст да окупира източните региони на Полша, нещо което е оформено в секретното допълнение на пакта Молотов-Рибентроп, подписан месец преди инвазията. Пактът също така открива пътя за окупацията на балтийските страни, Бесарабия и Северна Буковина и анексирането им от СССР през 1940 г.

## Бойни действия
Бойните действия на Източния фронт се развиват на няколко отчетливи етапа – етап на надмощие на Вермахта от лятото на 1941 до есента на 1942 г., обрат в полза на Червената армия от края на 1942 до лятото на 1943 г. и непрестанната ѝ офанзива до капитулацията на Третия Райх.

### 1941 – 1942: Германско надмощие
Войските, които нахлуват в СССР на 22 юни 1941 г., са разделени на три групи армии („Север“, „Център“ и „Юг“) начело с командващия сухопътните сили генерал-фелдмаршал Валтер фон Браухич (от декември длъжността поема лично Хитлер). В подкрепа за Вермахта свои армии изпращат Финландия, Румъния, Италия, Унгария и Словакия. Съгласно плана „Барбароса“ до ранната есен на същата година тези сили трябва да окупират съветските територии западно от Линията „Архангелск – Астрахан“. Към датата на нападението една част от основните сили на Червената армия са съсредоточени в Далечния изток в очакване на агресия от Япония, а други са струпани на слабо укрепени позиции в близост до западните граници. Голяма част от последните са унищожени още в първите седмици на войната от бързо настъпващите групи армии на Вермахта в сраженията при Бялисток и Минск. Германските успехи в централния участък на фронта продължават и през юли и август с победата в битката при Смоленск, но настъплението към съветската столица Москва е преустановено, защото Хитлер пренасочва основните танкови сили към Ленинград и Украйна. В резултат от настъплението на група армии „Север“ и на финландските войски Ленинград е блокиран почти напълно през септември, но съветските защитници издържат блокадата близо три години. Същия месец подсилената група армии „Юг“ завладява Киев и пленява стотици хиляди съветски войници. През октомври главните германски сили са насочени отново към Москва. В хода на операция „Тайфун“ при Вязма и Брянск те нанасят тежки поражения на съветските войски, но изчерпват силите си през ноември, когато достигат на трийсетина километра от столицата на СССР.
От края на ноември 1941 до април 1942 г. Червената армия, която успява да попълни загубите си по-добре от Германия, предприема поредица от контраофанзиви по цялото протежение на Източния фронт от Волхов и Тихвин на север до Керченския полуостров на юг. Вермахтът е принуден да отстъпи 150 – 250 км на запад от Москва, но мощта на съветските атаки намалява постепенно. През май 1942 г. германските войски и съюзниците им печелят нови големи победи при Харков и при Керч, а през лятото окупират Донбас и предприемат голямо настъпление на югоизток към Кавказ и Каспийско море (Операция Блау). За да им попречи, съветското командване струпва големи сили в района на Сталинград и спират настъплението на противника.

### 1942 – 1943: Прелом
През втората половина на ноември 1942 г. Съветският съюз предприема две мащабни офанзиви в централния и южния участък на фронта (операция „Марс“ и Операция „Уран“). Офанзивата в центъра (издатината край Ржев) е неуспешна, но контранастъплението край Сталинград води до обкръжаване на 23 немски и румънски дивизии. Опитът за деблокиране на тази групировка се проваля и тя е унищожена в началото на 1943 г. Изходът от Сталинградската битка и развитието на съветското настъпление от средното поречие на Дон предопределят и германското поражение в битката за Кавказ. С помощта на войските, които се оттеглят от Кавказ, група армии „Юг“ успява да ограничи временно напредването на Червената армия, нанасяйки ѝ поражение при Харков през март 1943 г. През юли същата година Вермахтът прави последен мащабен опит да си върне стратегическата инициатива. Операция „Цитадела“, целяща обкръжаване на съветските войски в дъгата около Белгород, Курск и Орел, завършва с поражение на германците, които са принудени да преминат към отбрана по целия фронт.

### 1943 – 1945: Съветско надмощие и разгром на Германия
След отразяването на германското настъпление срещу Курската дъга през лятото на 1943 г. съветските войски отвоюват Орел, Белгород и Харков. През септември в техни ръце пада Смоленск, а през ноември – Киев. Битката за Днепър продължава до края на годината и в резултат на нея съветските войски успяват да се укрепят на десния бряг на реката. На юг Таманският полуостров е очистен от германски войски. Те се оттеглят в Крим, където са блокирани.
В началото на 1944 г. Червената армия бележи големи успехи на северния и южния край на фронта. През януари е окончателно разкъсана 900-дневната обсада на Ленинград, но съветското настъпление в Прибалтика е спряно за повече от седем месеца в сраженията при Нарва, но въпреки това деблокирането на Ленинград води до изолиране на Финландия, която започва преговори за сепаративен мир. Опитът на германците да се задържат в близост до Днепър завършва с поражение при Корсун-Шевченковский (януари-февруари). През пролетта съветските войски освобождават голяма част от Украйна от нацистка окупация. През април и май е ликвидирана германската групировка в Крим.
Решителният удар е нанесен през лятото в Беларус. В хода на операция „Багратион“ от 23 юни до края на август съветските сили разгромяват германската група армии „Център“ и постигат пробив с ширина от 400 км и дълбочина от 600 км до пределите на Полша. Южният германски фланг е разгромен през август в Яшко-Кишиневската операция, вследствие на което са извършени държавни преврати в германските съюзници Румъния и България и те преминават с войските си на страната на Съветския съюз. Германските войски, разположени дотогава на Балканите, са принудени да се оттеглят в Унгария. На 20 октомври 1944 г. съветските войски завладяват Белград. До края на тази и в началото на следващата година се водят сражения за унгарската столица Будапеща, чийто гарнизон се предава през февруари 1945 г.
В началото на 1945 г. съветските войски провеждат успешно настъпление от Висла до Одер, достигайки подстъпите на Берлин. По същото време (януари-февруари) са разбити германските сили в Източна Прусия, които продължават съпротивата до април. Настъплението срещу столицата на Третия райх е забавено от операцията на съветските сили срещу германската групировка в Източна Померания, но започва на 16 април. В края на същия месец съветските войски се срещат с американците, настъпващи от запад, на река Елба. Берлин пада на 2 май. Шест дни по-късно в Карлсхорст е подписана безусловната капитулация на германските сили на Източния фронт.

## Икономиките на воюващите държави през войната
Съветската победа се дължи в голяма степен на способността на военната индустрия да надвиши производителността на немската икономика, въпреки огромните загуби на население и територии. Петилетките на Сталин през 30-те години са индустриализирали Урал и Централна Азия. През 1941 г., влаковете, превозващи войски към фронта, са използвани при евакуацията на стотици предприятия от Беларус и Украйна към вътрешността на страната, далеч от фронтовите линии.
Увеличаването на продукцията на военни материали е постигнато за сметка на стандарта на живот на цивилното население – предимно чрез въвеждането на принципите на тоталната война; а също и с помощта на доставките от САЩ и Великобритания. От друга страна, германците разчитат на работната сила и военнопленниците от завладените страни.
Производството на Германия и работната ѝ сила са по-големи от тези на СССР, но руснаците са по-ефективни в използването на наличните ресурси – те избират изработката на голям брой евтини и лесно поддържани машини, докато германците решават точно обратното.
| Година | Въглища (млн. тона) | Въглища (млн. тона) | Стомана (млн. тона) | Стомана (млн. тона) | Алуминий (млн. тона) | Алуминий (млн. тона) | Нефт (млн. тона) | Нефт (млн. тона) | Нефт (млн. тона) | Нефт (млн. тона) | Нефт (млн. тона) | Нефт (млн. тона) |
| Година | Германия            | СССР                | Германия            | СССР                | Германия             | СССР                 | Германия         | СССР             | Италия           | Унгария          | Румъния          | Япония           |
| ------ | ------------------- | ------------------- | ------------------- | ------------------- | -------------------- | -------------------- | ---------------- | ---------------- | ---------------- | ---------------- | ---------------- | ---------------- |
| 1941   | 315.5               | 151.4               | 28.2                | 17.9                | 233.6                | –                    | 5.7              | 33.0             | 0.12             | 0.4              | 5.5              | -                |
| 1942   | 317.9               | 75.5                | 28.7                | 8.1                 | 264.0                | 51.7                 | 6.6              | 22.0             | 0.01             | 0.7              | 5.7              | 1.8              |
| 1943   | 340.4               | 93.1                | 30.6                | 8.5                 | 250.0                | 62.3                 | 7.6              | 18.0             | 0.01             | 0.8              | 5.3              | 2.3              |
| 1944   | 347.6               | 121.5               | 25.8                | 10.9                | 245.3                | 82.7                 | 5.5              | 18.2             | -                | 1                | 3.5              | 1                |
| 19452  | –                   | 149.3               | –                   | 12.3                | –                    | 86.3                 | 1.3              | 19.4             | -                | -                | -                | 0.1              |

| Година | Танкове и самоходни оръдия | Танкове и самоходни оръдия | Танкове и самоходни оръдия | Танкове и самоходни оръдия | Танкове и самоходни оръдия |
| Година | СССР                       | Германия                   | Италия                     | Унгария                    | Япония                     |
| ------ | -------------------------- | -------------------------- | -------------------------- | -------------------------- | -------------------------- |
| 1941   | 6590                       | 52003                      | 595                        | -                          | 595                        |
| 1942   | 24 446                     | 93003                      | 1252                       | 500                        | 557                        |
| 1943   | 24 089                     | 19 800                     | 336                        | 500                        | 558                        |
| 1944   | 28 963                     | 27 300                     | -                          | 500                        | 353                        |
| 19452  | 15 400                     | –                          | -                          | -                          | 137                        |

| Година | Самолети | Самолети | Самолети | Самолети | Самолети | Самолети |
| Година | СССР     | Германия | Италия   | Унгария  | Румъния  | Япония   |
| ------ | -------- | -------- | -------- | -------- | -------- | -------- |
| 1941   | 15 735   | 11 776   | 3503     | -        | 1000     | 5088     |
| 1942   | 25 436   | 15 556   | 2818     | 6        | 1000     | 8861     |
| 1943   | 34 845   | 25 527   | 967      | 267      | 1000     | 16 693   |
| 1944   | 40 246   | 39 807   | -        | 773      | 1000     | 28 180   |
| 19452  | 20 052   | 7544     | -        | -        | 1000     | 8263     |

| Година | В индустрията | В индустрията | Чуждестранни | Чуждестранни | Общо       | Общо       |
| Година | СССР          | Германия      | СССР         | Германия     | СССР       | Германия   |
| ------ | ------------- | ------------- | ------------ | ------------ | ---------- | ---------- |
| 1941   | 11 000 000    | 12 900 000    | -            | 3 500 000    | 11 000 000 | 16 400 000 |
| 1942   | 7 200 000     | 11 600 000    | 50 000       | 4 600 000    | 7 250 000  | 16 200 000 |
| 1943   | 7 500 000     | 11 100 000    | 200 000      | 5 700 000    | 7 700 000  | 16 800 000 |
| 1944   | 8 200 000     | 10 400 000    | 800 000      | 7 600 000    | 9 000 000  | 18 000 000 |
| 19452  | 9 500 000     | –             | 2 900 000    | -            | 12 400 000 | -          |

Забележки:
1. Таблиците са по Ричард Овери, Russia's War, стр. 155 и Campaigns of World War II Day By Day, от Крис Бишоп и Крис Макнаб, стр. 244 – 52.
2. Числата, които не са посочени в таблиците, са неизвестни. Количествата за СССР за 1945 г. са за цялата година, дори и след края на войната.
3. Данните за Германия за 1941 и 1942 г. включват само танковете. Самоходните оръдия струват приблизително 2/3 от танка (главно заради липсата на купола) и са предпочитани в отбранителните боеве. Гелмания увеличава производството на самоходни оръдия през втората половина на войната.
4. Данните са по The Dictators: Hitler's Germany, Stalin's Russia от Ричард Овери, стр. 498.

Трябва също да се отбележи, че данните за немските съюзници – Италия, Румъния, Унгария и България са добавени към тези на Германия. Две трети от желязната руда, необходима на немската икономика, е добивана в Швеция. СССР е подпомаган от Великобритания и САЩ чрез програмата за лендлиз. От своя страна, след загубата при Сталинград, Германия изцяло преориентира икономиката си на военни релси – нещо, което е разяснено в речта на Гьобелс в берлинския „Спортпаласт“, увеличавайки производството под вещото ръководство на Алберт Шпеер, въпреки масираните бомбардировки на западните Съюзници.